# Glenwood, Illinois
Glenwood är en ort (village) i Cook County, i delstaten Illinois, USA. Enligt United States Census Bureau har orten en folkmängd på 9 008 invånare (2011) och en landarea på 8,1 km².